# Sansevieria eilensis
Sansevieria eilensis là một loài thực vật có hoa trong họ Măng tây. Loài này được Chahin. miêu tả khoa học đầu tiên năm 1995.

## Hình ảnh

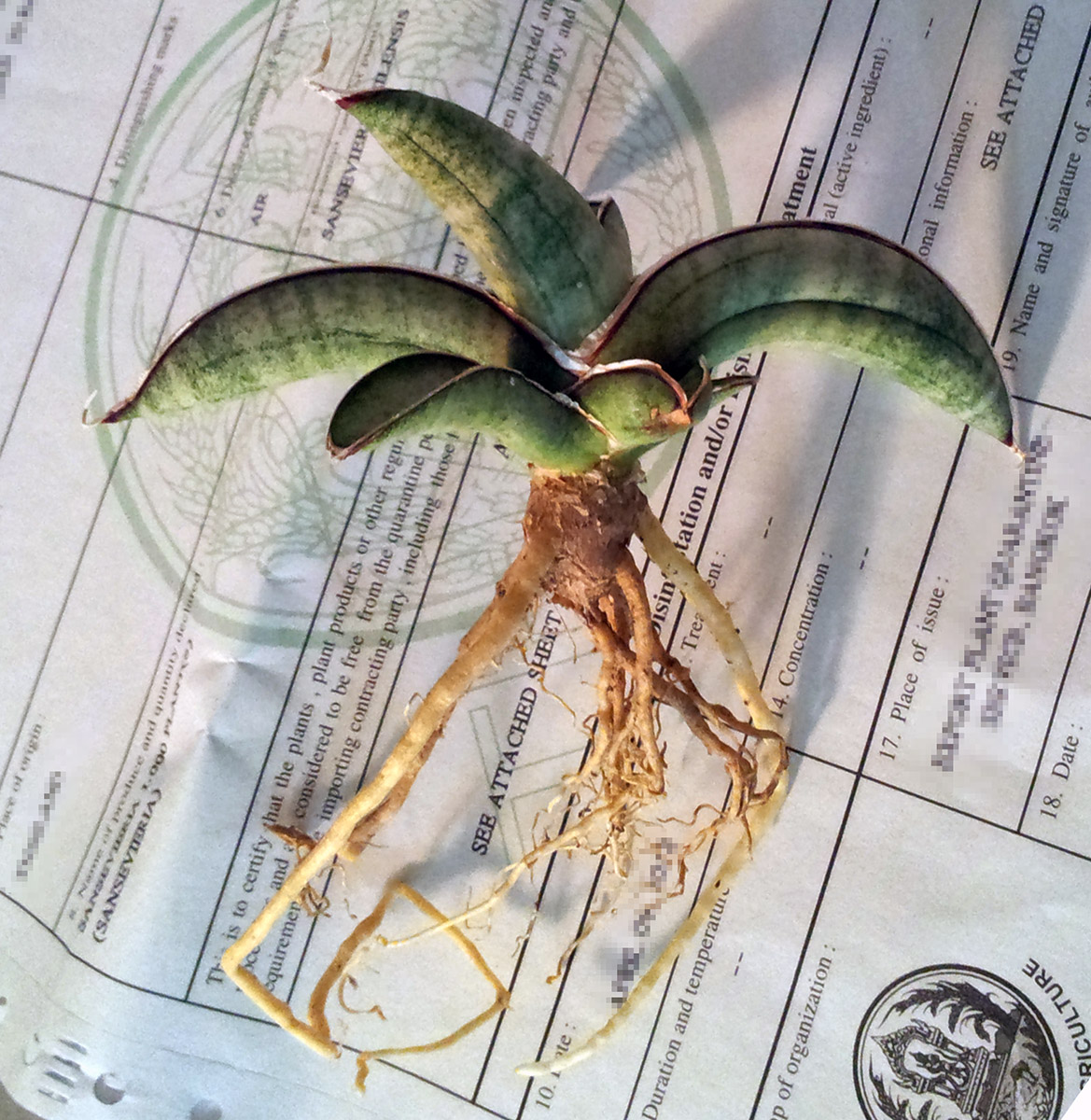
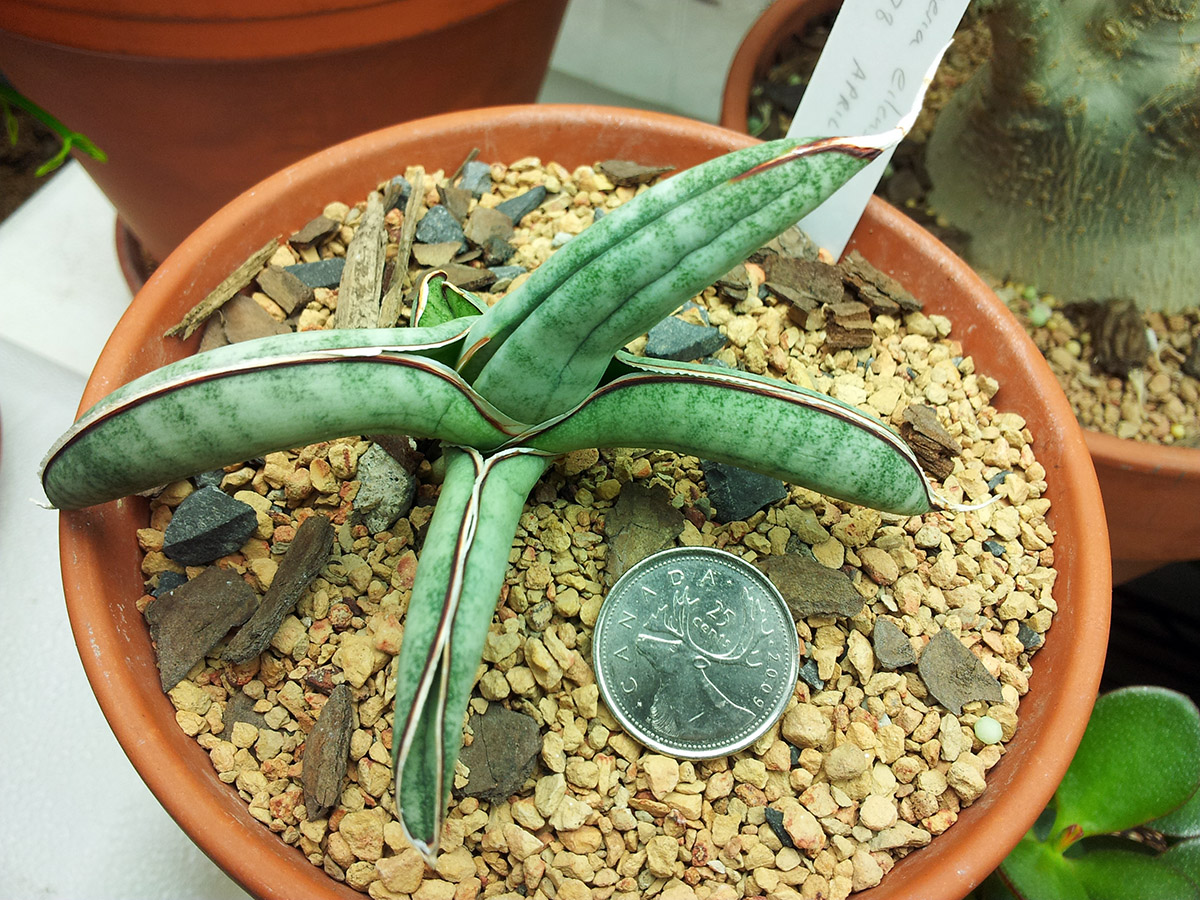